# ヘラクレイアのヘロドロス
ヘロドロス（古希: Ἡρόδωρος, Hērodōros, 英: Herodorus）あるいはヘラクレイアのヘロドロス（古希: Ἡρόδωρος ὁ Ἡρακλεώτης, 英: Herodorus of Heraclea）は、紀元前4世紀頃のヘラクレイア出身の哲学者、および神話学者である。ヘーロドーロスとも表記される。哲学者ブリュソンの父。

## 概要
ギリシア神話の個々の人物とテーマについて広い範囲を扱ったが、現存しているものは非常に断片的であり、レロスのペレキュデースとヘラニコスに加えて、後代の解説者の情報源として頻繁に用いられた。 彼はまた小説のような神話集の先駆者でもあった。イオニア方言で書かれたヘラクレスに関する広範な研究を含む著書はアテナイオスが第17巻から引用しているので少なくとも17巻に達していたことは確実であり、特に有名である。ヘロドロスは神話の寓話化された合理的な解釈を用いた。ヘラクレスの放浪に関してヘロドロスは地理学、民族学、宇宙論の分野から長い説明をした。他の著作では、彼はアルゴナウタイの伝説とペロプスの子孫に関する神話を紹介した。ヘロドロスの著作はわずか63の断片として残っており、それらはピンダロスとロドスのアポロニオスの作品に付属する古註、アリストテレス、アポロドロス、プルタルコスなどによって言及された。アリストテレスは動物学的パラドックスをヘロドロスから抽出し、プルタルコスは『対比列伝』におけるテセウスの記述でヘロドロスを何度も参照した。